# Џон Вик 3: Парабелум
Џон Вик: Поглавље 3 Парабелум (енгл. John Wick: Chapter 3 Parabellum) је амерички неоноар акциони трилер филм, снимљен 2019. године. Режисер филма је Чад Стахелски по сценарију Дерека Колстада. Филм је најављен у Октобру 2016. године. Издавачка кућа је Summit Entertainment, 87Eleven и Thunder Road Pictures.
Локације снимања филма су Њујорк, Мароко и Монтреал, наставак филма Џон Вик (2014) и Џон Вик 2 (2017). Главни глумац је Кијану Ривс, а са њим глуме и Хали Бери, Ијан Мекшејн, Лоренс Фишберн, Азиа Кејт Дилон и Анџелика Хјустон.
Бивши плаћени убица Џон Вик, се нашао у потери плаћених убица, јер је његов живот уцењен на 14 милиона долара. Филм је од почетка тежио да постане франшиза.

## Радња
Џон Вик је сада обележен човек у бекству на Менхетну. Он је "екскомунициран" од стране Високог Стола, што му ставља награду од 14 милиона долара на главу као резултат Виковог неовлашћеног убиства Сантина Д'Антониа. Испрва, Вик долази у јавну библиотеку у Њујорку и узима књигу у којуј су две скривене ствари "маркер" (медаљон) и огрлицу на којој је крст. Вик одлази, али га прогони банда у антикно складиште које доводи до крваве борбе између Вика и банде.
На другом месту, судија - представник Великог стола посетио је и Винстона (менаџера хотела Континентал) и Бовери Краља у његовом скровишту због тога што су претходно пружили помоћ Вику. Обојици се наређује да се суоче са својим последицама, тако што ће се одрећи својих позиција власти. У међувремену, након што је преживео борбу у складишту, Вик посећује директора - лик из његове прошлости који је такоше члан Високог стола, где се наилази на података да се Џон Вик у прошлости зао Јадари Јованович. Он јој предаје огрлицу што представља облик валуте која му омогућава сигуран пролаз до Казабланке.
У Казабланци, Вик посећује локални огранак Континентала и сусреће се са Софијом - женом из његове прошлости која му дугује услугу, и његовом пријатељицом. Вик јој даје "маркер" који је узео у библиотеци - медаљон на којем је крвав отисак прста, што симболизује нераскидиво обећање једне особе да испуни противуслугу. Вик тражи од Софије да испуни задатак, помажући му да га одведе до свог претходног надређеног који му може помоћи да нађе оног ко је изнад Високог стола у нади да се искупи и спасе свој живот.
Софија нерадо пристаје да одведе Вика до свог бившег надређеног, човека по имену Берада. Берада говори Вику како да дође до онога који је изнад Високог стола, у пустињи, међутим тражи као противуслугу једног од Софијиних паса, на шта она не пристаје. Берада увређен њеним одговором, пуца у пса. У знак одмазде, Софија пуца на Бераду. Уз помоћ своја два тренирана пса, Совија и Џон се боре да изађу из тог подручја. Пошто је испунила свој "маркер", Софија одлази. Џон наставља ходати сам у пустињи док се није урушио због исцрпљености. Џона проналази путник и одводи га на локацију онога који је изнад Високог стола. Џон ту отвара душу и говори како жели да живи, да би се сећао своје покојне супруге Хелене, и да би се сећао брака. Старији - онај који је изнад Високог стола, му даје избор између умирања или прихватања живота под условом да убије Винстона, и да служи Високом столу тако што ће радити оно у чему је најбољи, и тиме ће уклонити награду за Викову главу. Вик пристаје, тако што одсеца свој прст на коме је стајала бурма и поклања Старијем бурму у знак посвећености Високом столу.
У међувремену, Судија регрутује убицу (Зироа) и његову банду да делују као извршитељи прљавих послова за Високи сто. Они посећују Бовери Краља и Директора, убијају неколико сарадника пре него што су физички кажњавали, што је последица помагања Вику. Бовери Краљ је добио седам резова по телу, јер је дао седам метака Вику, а Директору су прободене шаке, што је последица помагања Вику. Вик се враћа у Њујорк, суочен са Зироовом бандом али успева да побегне на мотоциклу. Након што је убио чланове банде, Вик је прогоњен Зироом до Континентала где Вик проналази заштиту, јер су забрањена сва убијања и вршења посла на простору Континентала. Вик разговара са Винстоном који говори Вику да је свестан да је он ту да га убије. Судија долази, али Вик одбија да изврши налога за убиство и Винстон одбија да преда свој положај у хотелу.
Као последица тога, судија проглашава Континентал "деконцентрисан" дозвољавајући убијање и вршења послова на територији хотела. Тражи наоружане јединице Високог стола да дође у хотел да убије Винстона и Вика. Уз помоћ хотелског рецепционара Чарона, Џон успева да савлада наоружане јединице Високог стола, те се одлази борити са остатком Зироове банде и самим Зироом. У напетој борби, са неколико чланова Зироове банде и на крају самог Зирооа, Џон Вик излази као победник.
Судија контактира Винстона и нуди преговоре. Налазе се на крову хотела и нуди Винстону место у Континенталу као и до сада, али наводи да је Вик и даље проблем. Винстон том приликом пристаје на услове Судије и Великог стола и издаје Вика пуцајући у њега неколико пута док Вик не падне са крова зграде. Судија напушта Континентал, али примећује да Виковог тела нема. Обавештава Винстона и обоје се слажу да Вик и даље представља претњу за обоје. Повређени Џон у несвести одведен је у ново склониште Бовери Краља. Бовери Краљ каже Џону да је "бесан" због одлуке Високог стола, и пита Вика да ли се и он тако осећа, на шта му Вик одговара "да".

## Глумци
| Глумци           | Улога у филму                                                   |
| ---------------- | --------------------------------------------------------------- |
| Кијану Ривс      | Џон Вик                                                         |
| Хали Бери        | Софија - Менаџер Континентала у Казабланци, и пријатељ Џон Вика |
| Ијан Мекшејн     | Винстон - Менаџер Континентала у Њујорку                        |
| Лоренс Фишберн   | Бовери Краљ - Подземни господар плаћених убица                  |
| Марк Дакаскос    | Зиро - Убица ангажован од стране Високог стола                  |
| Азиа Кејт Дилон  | Судија - Члан Високог стола                                     |
| Ленс Редик       | Чарон - Рецепционар Континентала                                |
| Анџелика Хјустон | Директор - Члан Високог стола                                   |
| Саид Тагмаи      | Старији - Онај који је изнад Високог стола                      |
| Џером Флин       | Берад - Бивши надређени Софије                                  |
| Рандал Дук Ким   | Доктор - Сарадник Континентала и Високог стола                  |
| Џејсон Манцукас  | Тик Так убица                                                   |

Поред тога, Џером Флин, Тобиас Сигал, и Хиројуки Санада су глумили у неименованим улогама, а Бобан Марјановић, Арјон Башири, Иаиан Рухиан, Цецеп Ариф Рахман, Тајгер Ху Чен, Владимир и Владо Михаилов су убачени као убице у филм.

## Продукција
Чад Стахелски је у Октобру 2016. године објавио да је трећи филм Џон Вика у развоју. У јуну 2017 године, објављено је да ће се Дерек Колстад вратити као филмски сценариста.
Снимање је почело у Мају 2018. године у Њујорку и Монтреалу, заједно са додатним локацијама снимања у Русији и Шпанији. У Мају 2018. године, Хали Бери, Анџелика Хјустон, Азија Кејт Дилон, Марк Дакаскос, Џејсон Манцукас и Тајгер Ху Чен придружили су се глумцима, У Новембру 2018. године, Саид Тагмаи је потврдио своје учешће у филму.

### Визуелни ефекти
Визуелне ефекте су омогућили Method Studios, Image Engine и Soho VFX.

### Музика
Тајлет Бејтс и Џоел Ричард, су одрадили музику за филм.

### Премијера
Џон Вик: Поглавље 3 Парабелум је премијерно приказан у Бруклину 9. Маја 2019. године, у Уједињеном Краљевству 14. Маја 2019. године, у Србији 16. Маја 2019. године и у Сједињеним Америчким Државама 17. Маја 2019. године.

## Занимљиве чињенице
- Назив филма "Parabellum" потиче из латинске изреке "Si vis pacem, para bellum" што у преводу значи ако желиш мир, буди спреман за рат. Такође Парабелум је надимак за свеприсутан пиштољ 9мм.
- Цитат из филма "Оружје, пуно оружја" (енгл. Guns, lots of guns), је Кијану Ривс употребио и у филму Матрикс (енгл. Matrix) као Нео.
- Хали Бери је сломила три ребра током снимања филма
- Током снимања у граду Есауира у Мароку, сет је био опкољен стотинама мачака луталица. Према чаду Стахелском, екипа је морала градити дословно зидове кавеза како би их сместила, и што је још важније, како би спречили ометање паса на сцени.[3]